# Calliclava alcmene
Calliclava alcmene é uma espécie de gastrópode do gênero Calliclava, pertencente a família Drilliidae.